# 翟銓
翟銓（1458年—？年），字秉衡，河南河南府洛陽縣人，太醫院醫籍，明朝政治人物。

## 生平
河南鄉試第十名舉人。弘治九年（1496年）中式丙辰科三甲第六十四名進士。

## 家族
曾祖翟宗器，贈太常寺卿；祖父翟觀，御醫；父翟瑄，右都御史。母潘氏（封淑人）。